# Sesame Street
Sesame Street (tiếng Anh dịch là: "Phố Vừng") là một chương trình truyền hình Mỹ dành cho thiếu nhi mở đường cho những chương trình pha trộn cả giáo dục xen lẫn giải trí (edutainment).

## Lịch sử
Sesame Street nổi tiếng vì những chú rối Muppet do Jim Henson sáng tạo. Chương trình được chiếu lần đầu tiên ngày 10 tháng 11 năm 1969 và là chương trình thiếu nhi lâu đời nhất trong lịch sử truyền hình. Nó được sản xuất ở Hoa Kỳ bởi tổ chức phi lợi nhuận Sesame Workshop (trước đây là Children's Television Workshop), do Joan Ganz Cooney và Ralph Rogers thành lập.
Vì ảnh hưởng lớn của nó, Sesame Street là một trong những chương trình thiếu nhi được yêu mến và được coi nhiều nhất trên thế giới. Chương trình gốc được chiếu ở hơn 120 quốc gia, và 25 phiên bản địa phương đã được sản xuất độc lập. Đây "có lẽ là chương trình được nghiên cứu, hiệu đính, và lo lắng về nhiều nhất". Vào năm 2009, chương trình này đã giành được 118 giải Emmy, hơn tất cả các chương trình truyền hình khác. Ước số 77 triệu người Mỹ coi Sesame Street hồi còn nhỏ, và cuộc thăm dò năm 1996 ước tính rằng 95% trẻ em Mỹ đã coi chương trình trước khi đến ba tuổi.

## Nội dung
Sesame Street pha trộn hoạt hình, con rối, và diễn viên thật để kích thích đầu óc của con nhỏ, cải thiện khả năng nhận ra chữ và từ, kỹ năng phân biệt, giải bài toán đơn giản, dạy những căn bản về số học và hình học, và giúp tương tác ngoài đường bằng cách chiếu người trẻ cũng như người lớn trong cuộc đời bình thường. Từ lúc chương trình này ra đời, nó cũng có mục đích dạy kỹ năng sống khỏe, như là cách băng qua đường an toàn, vệ sinh, thói quen ăn uống lành mạnh, và kỹ năng xã hội; ngoài ra, nó dạy về những trường hợp quan trọng trong cuộc sống, như là sự chết, ly dị, người lớn có bầu và sinh đẻ, đứa con nuôi, và tất cả những xúc cảm của con người, như là hạnh phúc, tình yêu, tức giận, và căm ghét.

## Ảnh hưởng
Loạt chương trình thiếu nhi này được làm lại tại Nga với tên gọi Ulitsa Sezam. Bộ phim được phát sóng lần đầu tiên vào ngày 22 tháng 10 năm 1996.
Đài truyền hình Việt Nam mua bản quyền lồng tiếng và phát sóng trên kênh VTV1 với tên gọi Chơi với tôi - Sesame ngày 8 tháng 4 năm 2007 và kênh VTV7 với tên gọi "phố Vừng vui nhộn" ngày 17 tháng 2 năm 2020 nhưng cũng được kiểm duyệt một số tập có nội dung phù hợp dành cho trẻ nhỏ.